# زوي هيران
زوي هيران (ولدت في 2 فبراير 1999) ممثلة فرنسية اكتسبت زوي شهرة عالمية بعد تجسديها شخصية «لور/ميكايل» في فيلم تومبوي (2011)، وأصدقاء ميمي (2006).

## روابط خارجية
- زوي هيران على موقع IMDb (الإنجليزية)
- زوي هيران على موقع روتن توميتوز (الإنجليزية)
- زوي هيران على موقع ألو سيني (الفرنسية)
- زوي هيران على موقع قاعدة بيانات الفيلم (الإنجليزية)